# Ерл Берґей

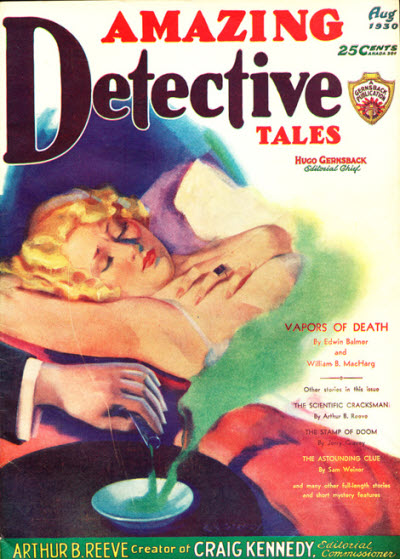
Серпень 1930 року обкладинка Pulp-журналу, Amazing Detective Tales, підписана Ерлом Берґеєм. Знакове зображення з ранніх етапів кар'єри Берґея, це єдина обкладинка, яку художник створив для видання Г'юго Гернсбека.

Ерл Берґей (англ. Earle Bergey; 26 серпня 1901 — 30 вересня 1952) — американський художник та ілюстратор, який малював обкладинки для тисяч Pulp-журналів та книг у м'якій обкладинці. Один із найплідніших художників кримінального мистецтва ХХ століття, Берґей відомий тим, що на піку своєї кар'єри у 1948 році створив культову обкладинку композиції Аніти Лоос «Джентльмени надають перевагу білявкам» (1925) для Popular Library.

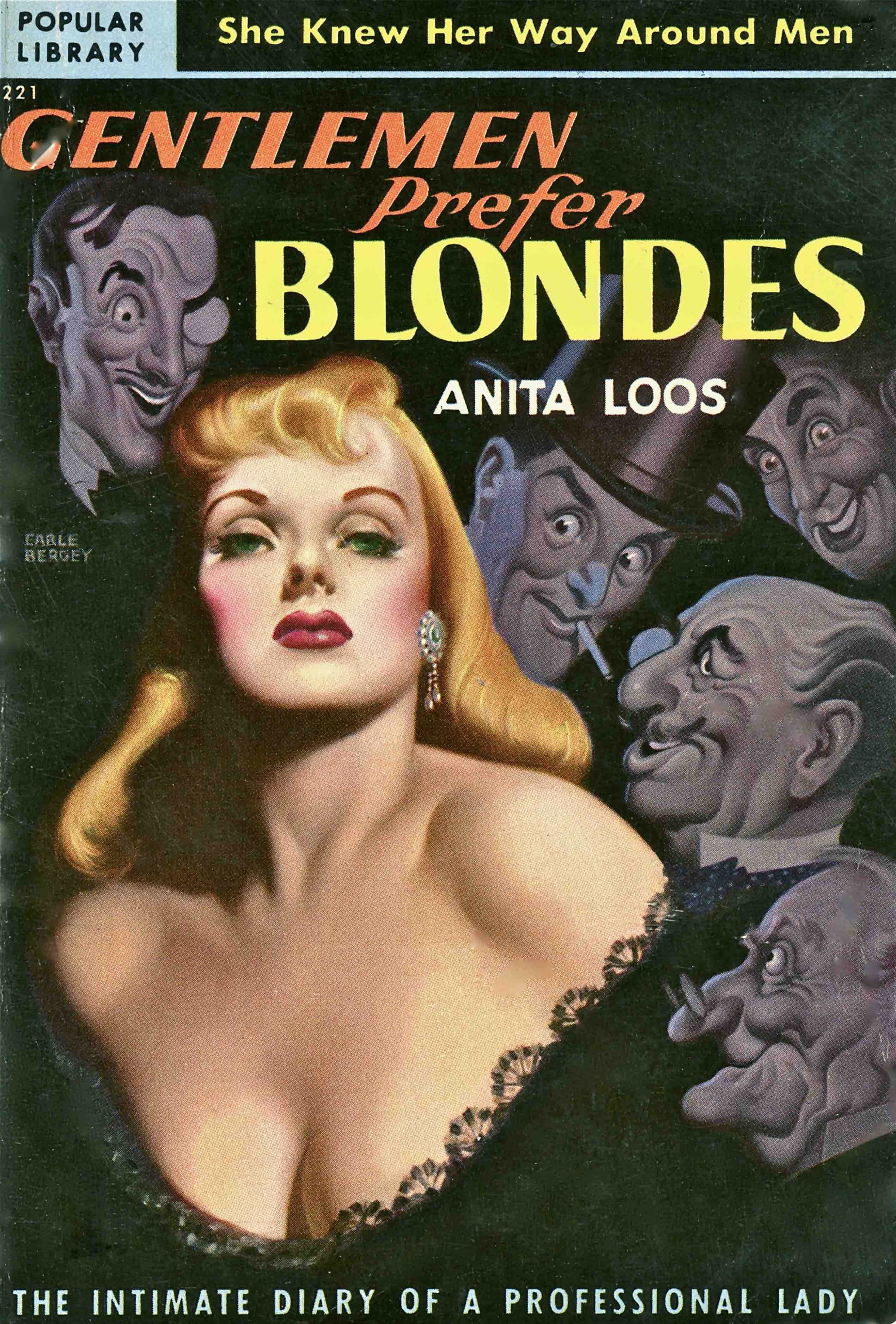
Знаменуючи собою початок вельми впливової кар'єри Бердґея як американського ілюстратора книг в м'якій обкладинці, ця приголомшлива картина потрапила на масову обкладинку блокбастера Аніти Лус «Джентльменів надають перевагу білявкам»(опубліковано під назвою"Популярна бібліотека" № 221).

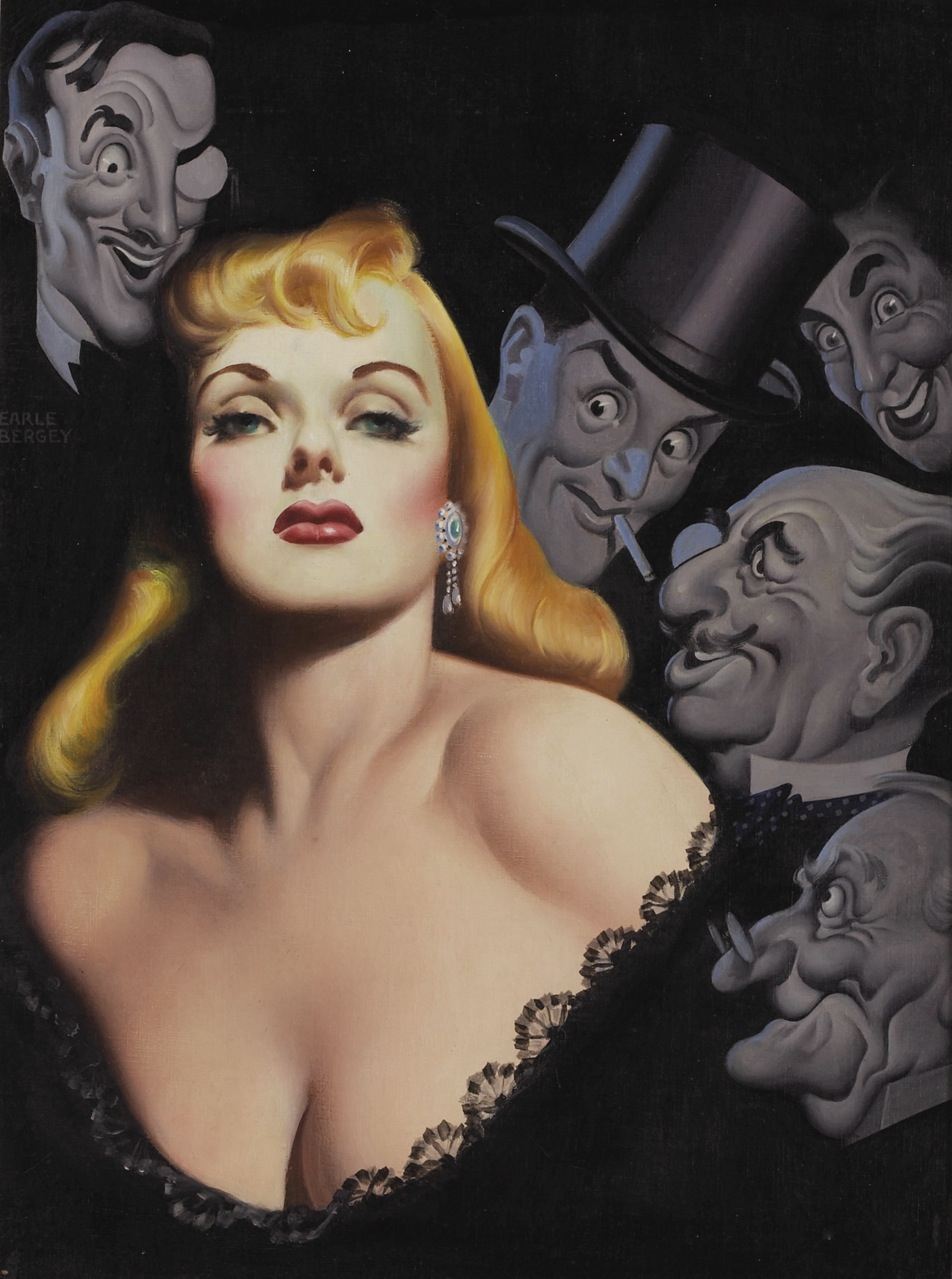
Обкладинка Ерла К. Берґея для «Джентльменів надають перевагу білявкам», приблизно 1948 рік.

Берґей народився у Філадельфії, штат Пенсільванія, в родині А. Френка та Елли Калп Берґей. З 1921 по 1926 рік він навчався в Пенсильванській академії образотворчих мистецтв. Спочатку він працював у художніх відділах філадельфійських газет, включаючи Public Ledger, і в 1927 році намалював комікс Деб Дейз для Public Ledger Syndicate. На початку своєї кар'єри Берґей зробив багато обкладинок для пульп-журналів видавництва Fiction House. До середини 1930-х Берґей придбав будинок і студію в окрузі Бакс, штат Пенсільванія, і одружився в 1935 році. Наприкінці 1940-х років він також почав продавати ілюстрації для обкладинок книжковій індустрії, що швидко розвивалася. 30 вересня 1952 року Берґей помер раптово й несподівано в Нью-Хоуп, штат Пенсільванія. Причиною смерті, за свідоцтвом про смерть, був гострий коронарний тромбоз внаслідок ішемічної хвороби серця.

## Pulp-журнали
Протягом 1930-х років Берґей працював позаштатним працівником у кількох видавництвах. Його привабливі картини здебільшого були представлені на обкладинках багатьох пульп-журналів, у тому числі романтичних (Захоплююче кохання, Популярне кохання, Любовні романи), а також детективів, пригод, авіації та вестернів. У той час Берджі також ілюстрував основні видання, такі як The Saturday Evening Post, і створював обкладинки для фітнес-журналів. Разом із такими колегами-пінаперами, як-от Енох Боллес і Х. Дж. Ворд, Берґей був одним із перших видатних американських художників пін-апу, написавши сотні обкладинок для впливових журналів, зокрема Gay Book Magazine, Pep Stories і Snappy.
У 1940-х роках Берґей продовжував писати обкладинки для романтичних, спортивних і детективних журналів, а також почав працювати над низкою науково-фантастичних журналів, у тому числі Strange Stories, Startling Stories і Captain Future, а потім і для Fantastic. Журнал Story. Образотворча підготовка Берґея та видатний дар зображувати анатомію зробили його улюбленим художником у різноманітних жанрах, які вимагали сцен із драматичним рухом, від фотореалістичних спортивних портретів відомих спортсменів, зокрема Міккі Кокрейна, Лу Геріга та Джима Торпа, до його фірмових «Дівчат Берґея», які з'являлися на сторінках ризикованих видань часів Депресії та у науково-фантастичних сценаріях часів Другої світової війни.
На науково-фантастичних обкладинках Берґея, які іноді описуються як «бім, БЕМ, бум», зазвичай зображувалася жінка, якій загрожує витрішкуватий монстр, інопланетянин або робот, а героїчний чоловік-астронавт приходить їй на допомогу. Топи бікіні, які він малював, часто нагадували мідний метал, що породило фразу «дівчина в латунному бюстгальтері», що застосовується до цього виду мистецтва. Творчість Берґея вплинула на провидців телебачення і кіно. Джин Родденберрі, наприклад, надав своєму художнику-постановнику "Зоряного шляху"приклади футуристичних обкладинок «pulp» Берґея. Ілюстрації художника, що зображують напіводягнених жінок, що виживають у відкритому космосі, послужили джерелом натхнення для наряду принцеси Леї в «Поверненні джедая» і конічного латунного бюстгальтера Мадонни.

## М'яка обкладинка
У 1948 році Берґей здійснив перехід до індустрії книг у м'якій обкладинці, що швидко розвивалася, разом із такими досвідченими художниками, як Рудольф Беларскі, чиї роботи часто плутають із роботами Берґея. Продовжуючи малювати паперові обкладинки до самої смерті, Берґей продавав ілюстрації принаймні чотирьом провідним видавництвам у м'якій обкладинці, включаючи Popular Library і Pocket Books. Його творчість прикрашала обкладинки десятків романів і допомогла продати мільйони томів. Його ілюстрації обкладинки в м'якій обкладинці були такими ж різноманітними, як і його робота для Pulp-журналів. На додаток до роботи над виданням популярної бібліотеки 1948 року «Джентльмени надають перевагу білявкам» Аніти Лус, Бергі малював обкладинки для відомих авторів від Еміля Золя до західного майстра Зейна Ґрея, чий 1951 рік був малюнком обкладинки видання Pocket Books для The Spirit. of the Border — це класика Берґея. Багато з його книжок у м'якій обкладинці тепер є культовою класикою, деякі з прихованими автопортретами.